# Wolfgang Trepper

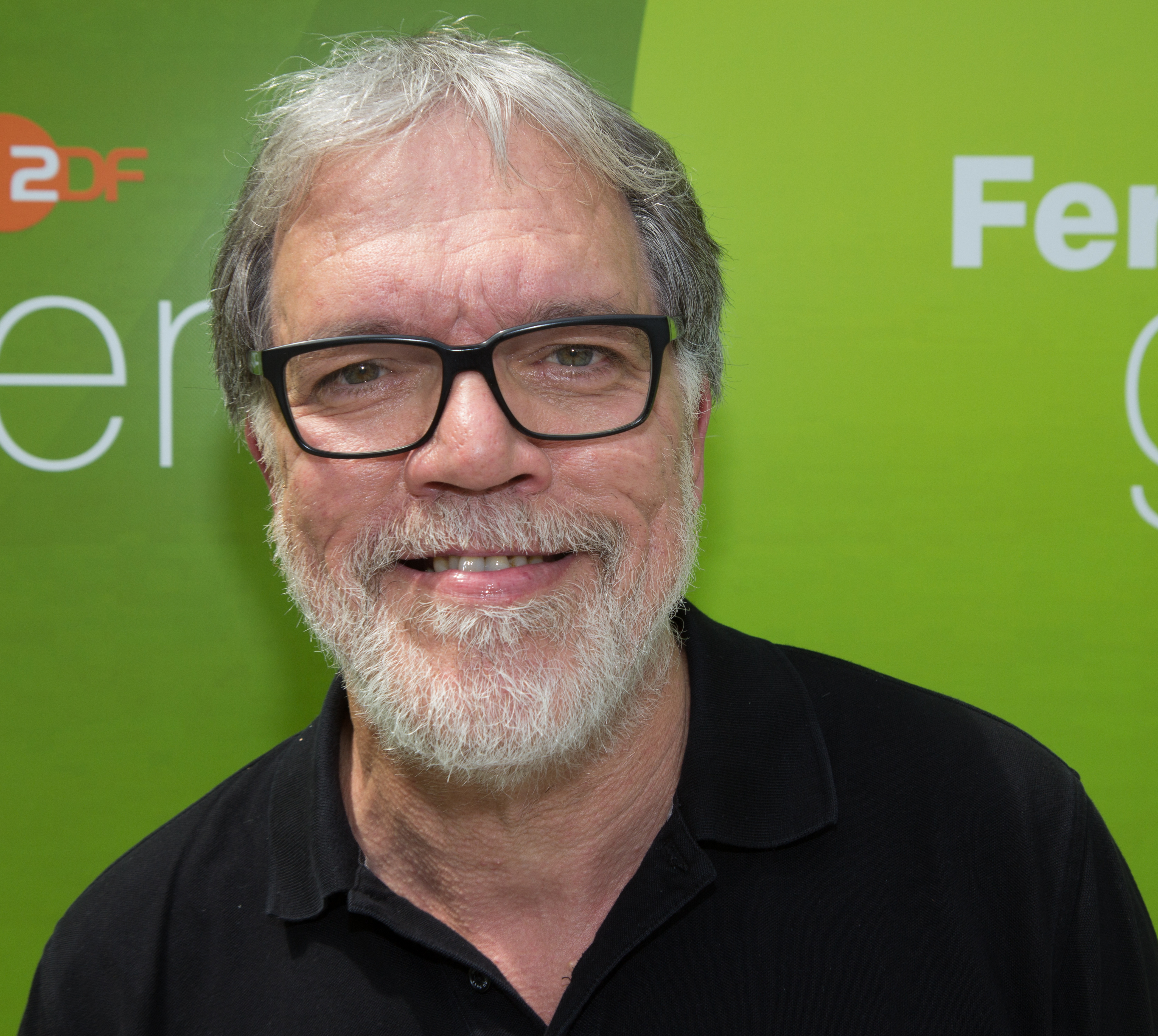
Wolfgang Trepper, 2018

Wolfgang Trepper (* 9. Mai 1961 in Rheinhausen, jetzt Duisburg) ist ein deutscher Kabarettist und Moderator.

## Leben und Wirken
Wolfgang Trepper wurde in Rheinhausen (heute ein Stadtteil von Duisburg) geboren. Sein Vater arbeitete in der Materialdisposition bei Krupp und kam über die IG Metall in den Betriebsrat; seine Mutter war Hausfrau. In den 1990er-Jahren war Trepper als Sportfunktionär tätig. Ab 1992 war er beim OSC Rheinhausen der erste hauptberufliche Handballmanager in Deutschland. Unter Treppers Führung gelang der Mannschaft in der Saison 1992/93 der Aufstieg in die Bundesliga, in der Saison 1993/94 stieg sie wieder ab. Nach dem erneuten Wiederaufstieg 1995 beendete Trepper seine Leitungsfunktion.
Trepper moderierte von 1997 bis 2002 beim Lokalsender Radio Duisburg gemeinsam mit Marc Weiss die Satireshow Streichzart und war von 1998 bis Juni 2007 als Chef vom Dienst des Senders tätig. Die Nachfolgesendung Treppers Peppers leitete er bis Anfang 2007. Im Jahr 2003 begann er eine Karriere als Profikabarettist, als ihm nach seinem ersten Auftritt im Hamburger Schmidt-Theater dessen Intendant Corny Littmann riet, seine Radiotätigkeit aufzugeben und auf Tournee zu gehen. Trepper brachte bisher 22 Programme auf die Bühne, in denen er auch gesellschaftskritische und literarische Themen aufgreift. Seit Mai 2006 ist er u. a. Stammgast im Schmidt-Theater und im Quatsch Comedy Club, bei den Wühlmäusen in Berlin, im Mainzer Unterhaus, im Bremer Fritz-Theater und im Duisburger Grammatikoff. Trepper absolviert jährlich etwa 275 Liveauftritte in ganz Deutschland.
Im Februar 2007 hatte er seinen ersten TV-Auftritt. Mittlerweile ist er u. a. regelmäßiger Gast in der Kabarettsendung Nuhr im Ersten.  Dazu war er in den Sendungen unter anderem bei Promiausgaben von Gefragt – Gejagt, Genial daneben, NDR Talk Show, Kölner Treff, Bettina und Bommes, ZDF-Fernsehgarten,  Willkommen bei Carmen Nebel, NightWash, Fun(k)haus, Aktuelle Schaubude, beim Verbrauchermagazin Ohne Garantie im ZDF, bei Vier sind das Volk und bei Markus Lanz zu sehen. Auch in Sportsendungen diskutiert Trepper gern mit:  im Fan-Talk (Sport 1) und beim Doppelpass (Sport 1). Bei der ARD-Sendung zur Fußball-Europameisterschaft 2016 Beckmann Sportschule kommentierte er live das Geschehen. Auch bei der ZDF-Livesendung zur Wahl des „Sportler des Jahres“ wirkte er mit.
2011/2012 spielte er in der Rolle des „Opa Schlönzke“ eine Hauptrolle im Musical Kein Pardon von Hape Kerkeling und Thomas Hermanns im Capitol-Theater Düsseldorf.
Ab dem Jahre 2012 moderierte er gemeinsam mit Anastasia Zampounidis drei Jahre lang die Serie Da wird mir übel bei ZDFneo. Im Sommer 2016 nahmen beide die Idee in Form der WISO-Konsumagenten beim ZDF wieder auf.
Seit 2013 tritt Trepper auch im rheinischen Karneval auf (TV-Sitzungen wie Wider den tierischen Ernst, Typisch Kölsch und Düsseldorf Helau), seit der Session 2013/2014 hatte er dort ca. 100 Auftritte. 2013, 2014 und 2016 präsentierte er die große Hamburger Benefiz-Gala Nacht der Legenden, unter anderem mit Ina Müller, Peter Maffay, Udo Lindenberg, Roland Kaiser, Revolverheld und Howard Carpendale.
Von 2015 bis 2019 war er mit Mary Roos mit ihrem gemeinsamen Programm Nutten, Koks und frische Erdbeeren auf Tour; auch bedingt durch die Corona-Epidemie wurde diese erfolgreiche Show in einer kurzen Neufassung (...die Corona-Edition) im Jahr 2021 im Schmidts Tivoli in Hamburg  fortgesetzt. In dieser Show zerlegt er als „Schlagerhasser“ die Produkte des Genres. Ab Ende 2021 bis Ende 2024 sind beide mit dem Nachfolger Mehr Nutten, mehr Koks – scheiß auf die Erdbeeren auf Tour.
Der NDR produzierte 2018 die Comedyshow Trepper und Feinde aus dem Hamburger Schmidt-Theater und 2020 die 6-teilige Reihe Früher war alles besser, eine Talk- und Spielshow mit Gästen wie Johannes Oerding, Jörg Wontorra, Gerrit Kling und anderen.
Wolfgang Trepper wohnt in Hamburg-Langenhorn.

## Soziales Engagement
Trepper engagiert sich seit Jahren durch das Sammeln von Spenden u. a. für den Förderverein eines Duisburger Kindergartens, für die Sozialeinrichtung livingroom - help youth grow e.V. in Duisburg, für das Hospiz Hamburg Leuchtfeuer und das Dirk-Bach-Haus in Köln. Das Besondere dabei ist die Art der Spendensammlung: Der Kabarettist sammelt die Zuwendungen persönlich ein. Dazu ist er nach seinen Vorstellungen im Foyer bzw. Eingangsbereich des Veranstaltungsortes an einem Stehtisch mit einer großen, roten Damenhandtasche als Sammelbehälter anzutreffen, die ihn auch auf der Bühne begleitet. Seit 2015 unterstützt Trepper auch den Sozialfonds NRW. 2020 wurde eine komplett neue Grundschule in Bwanaisa in Malawi gebaut und für 400 Kinder eröffnet. Trepper sammelte dafür Spenden und reichte diese an die Stiftung Fly & Help weiter.

## Auszeichnungen
- 2008: Bremer Comedy-Preis (Jurypreis)
- 2008: Herborner Schlumpeweck
- 2009: Hamburger Comedy Pokal (Publikumspreis)
- 2009: Goldene Lachmöwe von Schleswig-Holstein (Publikums- und Jurypreis)
- 2012: Flögelner Comedy-Preis
- 2013: Bremer Comedypreis (Publikumspreis)
- 2016: smago! Award (Tournee-Produktion des Jahres für Nutten, Koks und frische Erdbeeren)
- 2017: Ehrenpreis des Bremer Comedypreises (gemeinsam mit Mary Roos) für „Nutten, Koks und frische Erdbeeren“
- 2018: LEA  Award (Live Entertainment award) gemeinsam mit Mary Roos für „Nutten, Koks und frische Erdbeeren“
- 2018: smago! Award (Show des Jahres)
- 2019: smago! Award (Kabarettist des Jahres)

## Werk

### Bücher
- 2004: Hausmeister Kaleschke. Mercator Verlag Duisburg, ISBN 3-87463-368-3.

### Bühnen-Programme
- Halt ma’ eben (seit 2008)
- Nich’ mit mir (seit 2009)
- Dinner for DU jährlich neu seit 2003
- Ja wie jetzt?  (seit 2011)
- Trepper ganz leise (seit November 2013)
- Nutten, Koks und frische Erdbeeren – Die Geschichte des Deutschen Schlagers (Wolfgang Trepper & Mary Roos) (seit April 2015)
- Bad Stories (seit Juli 2016)
- Mehr Nutten, mehr Koks - scheiß auf die Erdbeeren! (Wolfgang Trepper & Mary Roos) (seit ?)

### Diskografie
- 2010: Dinner for DU 2009
- 2013: ganz leise